# Strahan
Strahan – miasto w Australii, w zachodniej części Tasmanii.